# 达克纳姆

所在位置

达克纳姆（荷兰语：Daknam），比利时东佛兰德省的一个村，位于迪尔梅河畔。1976年起，达克纳姆成为洛克伦的一部分。总面积3.9959平方公里，人口约1千人。比利时足球联赛球队东佛兰德洛克伦体育俱乐部的主场达克纳姆体育场即位于该地。